# Credit Winner
Credit Winner, född 1997 på Castleton Farm i USA, är en amerikansk standardhäst som tävlade mellan 1999 och 2000. Han tränades av Per K. Eriksson och tog karriärens största seger i Kentucky Futurity (2000). Efter tävlingskarriären har han varit mycket framgångsrik som avelshingst.

## Historia
Credit Winner föddes 1997 efter American Winner och undan Lawn Tennis, och debuterade på travbanorna redan som tvååring. Under debutsäsongen tog han tre segrar på nio starter, och vann bland annat ett försök till Peter Haughton Memorial. Som treåring segrade han bland annat i Kentucky Futurity, Old Oaken Bucket och ett försök till Canadian Trotting Classic. Han kom även på andra plats i Hambletonian Stakes och World Trotting Derby.

### Avelskarriär
Credit Winners tävlingskarriär avslutades efter treåringssäsongen, och stallades därefter upp som avelshingst på Blue Chip Farms i Wallkill i New York. Han har sedan 2002 även varit tillgänglig i svensk avelsverksamhet, då bland annat Västerbo Stuteri och Brodda stuteri haft tillgång till fryst sperma. År 2017 tilldelades han avelsbedömningen "Elithingst" för sin mycket goda förärvning.
Credit Winner är far till bland annat Chocolatier, Shaq is Back, Panne de Moteur och VästerboontheNews. Han är via Chocolatier farfar till bland annat Your Highness (2009), Drillbit Ås (2008), El Mago Pellini (2009), Chelsea Boko (2009) och Inti Boko (2015).